# Papilio pharnaces
Papilio pharnaces är en fjärilsart som beskrevs av Doubleday 1846. Papilio pharnaces ingår i släktet Papilio och familjen riddarfjärilar. Inga underarter finns listade i Catalogue of Life.